# Ernst Ludwig Kirchner

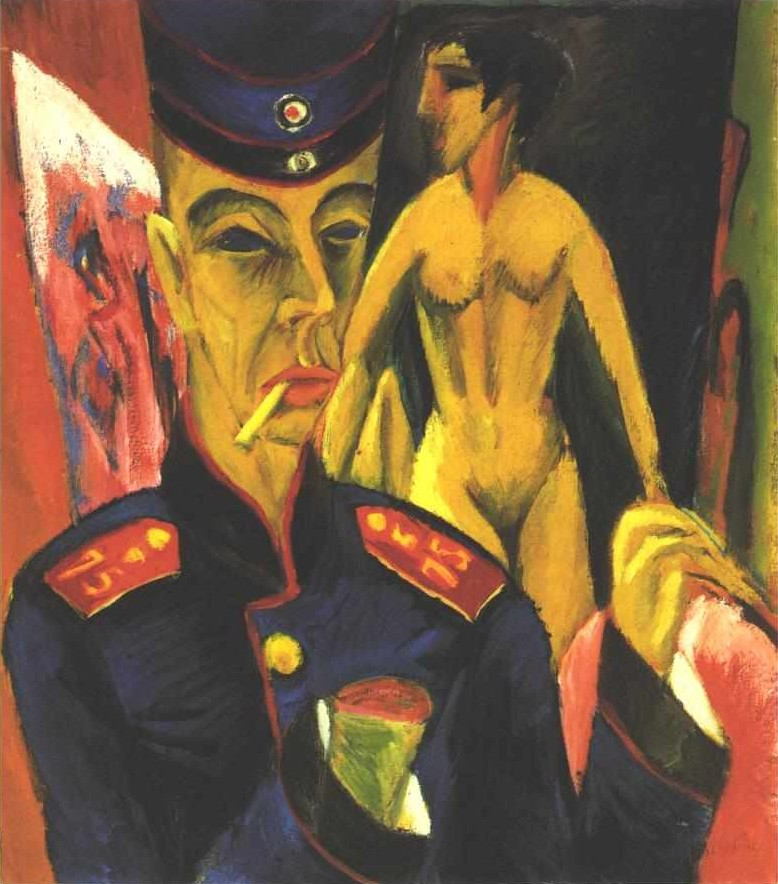
Autoportret jako Żołnierz (1915)

Ernst Ludwig Kirchner (ur. 6 maja 1880 w Aschaffenburgu, zm. 15 czerwca 1938 koło Davos) – niemiecki malarz ekspresjonista i grafik, jeden z założycieli grupy „Most” (niem. „Die Brücke”). W 1937 naziści zaliczyli jego prace do tzw. „sztuki zdegenerowanej”, wynikiem czego jego 600 prac wycofanych z muzeów niemieckich zostało sprzedanych lub zniszczonych. Rok później artysta popełnił samobójstwo.

## Rodzina i edukacja
Kirchner był synem chemika i wykładowcy uniwersyteckiego Ernsta Kirchnera (1847–1921), specjalisty w zakresie przemysłu papierniczego, od 1892 profesora wyższej uczelni Technische Lehranstalt und Gewerbeakademie w Chemnitz. Jego matką była Maria Elise z domu Franke (1851–1928), urodzona w Aschaffenburgu. Ludwig Kirchner posiadał dwójkę młodszego rodzeństwa – Hansa i Ulricha.
Po ukończeniu gimnazjum w Chemnitz studiował architekturę na Uniwersytecie Technicznym w Dreźnie, którą ukończył w 1905. Swoją pracę końcową zatytułował: „Projekt przestrzeni cmentarnej”. Podczas semestru zimowego 1903/1904 studiował na Uniwersytecie Technicznym w Monachium, ale nauka tam rozczarowała go. Natomiast wyniósł korzyści z nauki w monachijskiej szkole sztuk pięknych – Debschitz-Schule.
Po ukończeniu studiów Kirchner zdecydował, że nie będzie pracował w zawodzie architekta i rozpoczął nowe studia – malarstwo w Monachium. W tym okresie duże wrażenie wywarł na nim styl Art Nouveau i drzeworyty Dürera. W Monachium styl Kirchnera stał się wyrazisty, dzięki śmielszemu operowaniu barwą, przypominający Gauguina oraz odważnym pociągnięciom pędzla, jak u van Gogha. Tematyka jego prac z tego okresu przypomina natomiast drzeworyty Muncha i Dürera.

## Praca artystyczna
Kirchner zaczynał jako twórca drzeworytów. Podczas studiów w Dreźnie, wraz z trzema innymi studentami: Erichem Heckelem, Karlem Schmidtem-Rottluffem i Fritzem Bleylem, założył w 1905 roku grupę artystyczną „Die Brücke” („Most”). Nazwa miała oddawać niechęć do establishmentu i panującą w grupie „rewolucyjną” atmosferę. Artyści skupieni w „Die Brücke” czerpali inspirację z dzieł wielkich poprzedników – van Gogha, Gauguina, Muncha oraz twórczości prymitywnych malarzy afrykańskich oraz twórców z wysp Pacyfiku.

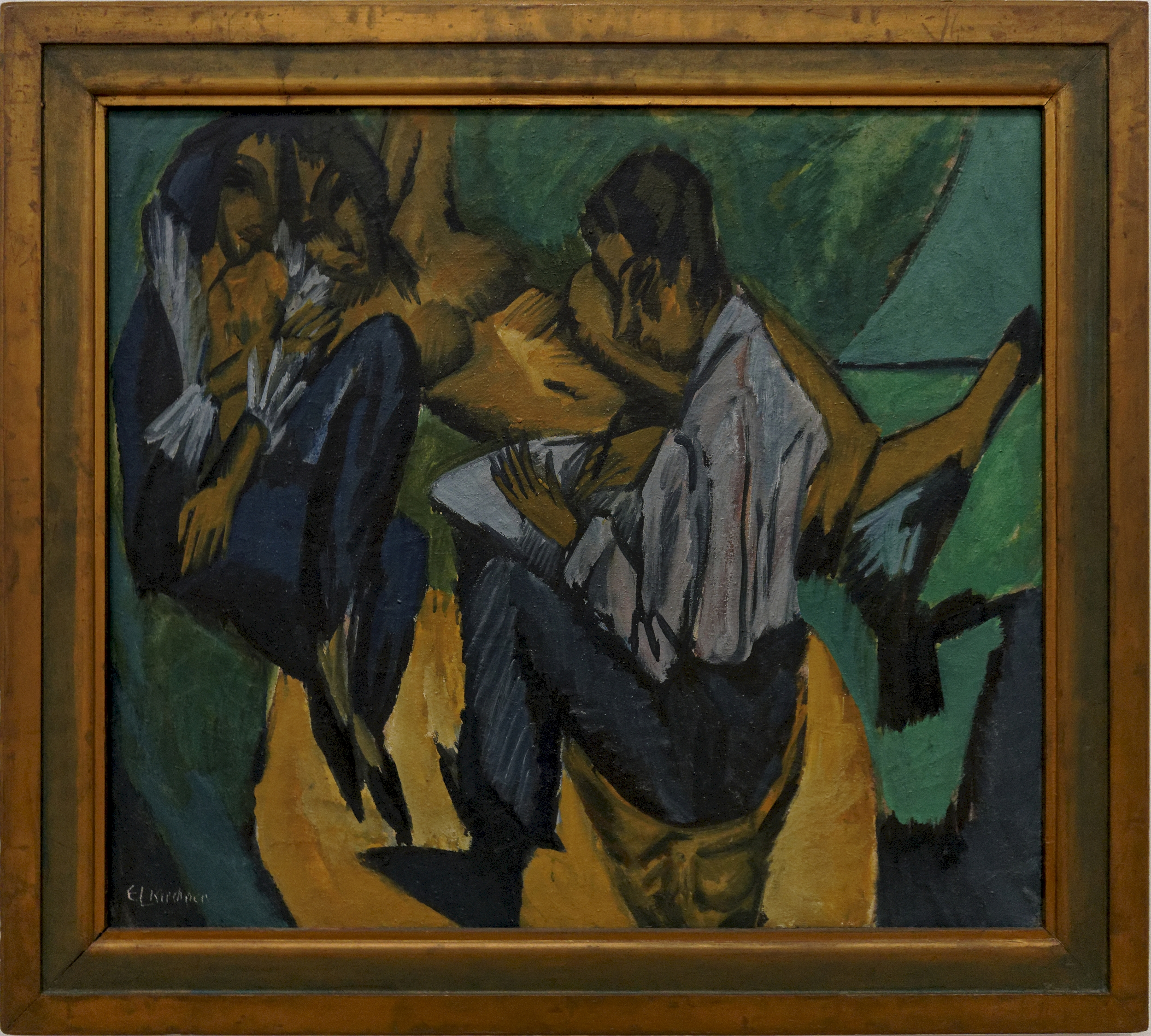
Praca artysty z 1913, zbiory Stedelijk Museum

W 1911 przeprowadził się z Drezna do Berlina. Głównym powodem tej przeprowadzki był brak sukcesów artystycznych oraz środków do życia. Po zmianie miejsca zamieszkania jego sytuacja materialne uległa nieznacznemu polepszeniu. W grudniu 1911 roku założył razem z Maxem Pechsteinem szkołę malarstwa – MUIM-Institut (MUIM – Nowoczesne Lekcje Malarstwa; niem. Moderner Unterricht in Malerei), która nie cieszyła się wielkim zainteresowaniem. Przeprowadzka do Berlina dała mu jednak wiele impulsów twórczych. W 1912 poznał swoją długoletnią partnerkę życiową – Ernę Schilling (1884-1945). Po udziale w wystawie Związku Specjalnego (niem. Sonderbund) w 1913 Kirchner spisał kronikę „Mostu”, w której podkreślał znaczenie własnej osoby i twórczości dla tej grupy artystycznej. W wyniku tego doszło do rozłamu w grupie, a artysta ostatecznie z niej wystąpił. Z tego okresu pochodzi m.in. obraz Pejzaż z kasztanowcem.
W latach 1908 oraz 1912–1914 Kirchner spędzał letnie miesiące na wyspie Fehmarn. W tym czasie namalował liczne widoki wybrzeża, np. Latarnia Staberhuk z 1912. W czasie tych pobytów stworzył również setki szkiców, rysunków oraz rzeźb.
Po wybuchu I wojny światowej Kirchner zgłosił się na ochotnika do wojska. Służył jako kierowca. Na początku 1915 został przeniesiony do Halle, gdzie w wyniku dużego obciążenia fizycznego oraz dyscypliny załamał się nerwowo. W jednym ze swoich autoportretów przedstawił się wtedy bez ręki (Autoportret jako żołnierz). W listopadzie 1915 Kirchner ze względu na stan zdrowia został urlopowany z wojska. Był też uzależniony od alkoholu i (morfiny). Przeniesiono go wtedy do sanatorium Königstein im Taunus w pobliżu Frankfurtu. To tam w 1916 wykonał pięć słynnych fresków w technice enkaustycznej. Zostały one zniszczone w latach 1937/1938 i w 2022 w wyniku wielomiesięcznych prac na Technische Hochschule Aschaffenburg zrekonstruowano je cyfrowo w oryginalnej wielkości i kolorystyce.
Stan zdrowia Kirchnera uległ jednak pogorszeniu w wyniku obrażeń odniesionych w wyniku potrącenia przez samochód i w 1917 przeprowadził się do Davos w Szwajcarii. Nadal cierpiał na depresję. Przez długi czas nie wierzył bowiem, iż osiągnie sukces w życiu artystycznym. Z tego powodu sprzedał część prac zgromadzonych w Berlinie. Od 1920 artysta zaczął jednak odnosić sukcesy artystyczne, a jego prace wystawiane były w muzeach Monachium, Hamburga i Nowego Jorku. Jego nazwisko było rozpoznawane w kręgu artystów.
W zdobyciu szacunku w towarzystwie pomogły mu krytyczne recenzje własnych prac, które pisał skrywając się pod pseudonimem Louis de Marsalle. Obok szczegółowych opisów własnych dzieł i promocji własnego nazwiska stworzył on sobie przestrzeń darmowego rozpowszechniania reprodukcji własnych prac. Aby jeszcze bardziej przedstawić swoją osobę i twórczość w pozytywnym świetle Kirchner stosował również inne techniki kreowania własnego wizerunku. Przemalował na przykład część swoich starszych prac, a następnie antydatował je, by zasugerować, iż wyprzedził nurt fowizmu; wszystko po to, by wyprzeć się czerpania inspiracji z tego kierunku i artystów z nim związanych.
Jeszcze innym zabiegiem stosowanym przez artystę było organizowanie wystaw swoich dzieł. Ich organizacja, a także sporządzanie umowy pomiędzy Kirchnerem a wystawcą nie należało do najłatwiejszych. Artysta notorycznie nie ufał ludziom i był pedantyczny w kwestii tekstów kontraktów, które najczęściej musiały być sporządzane po jego myśli, w taki sposób, aby on sam miał jak najwięcej swobody, a organizatorzy wystawy jak najwięcej obowiązków. Artysta potrafił jednak z klasą uzyskiwać korzystne dla siebie zapisy. W przypadku złamania umowy lub nawet najmniejszych ich naruszeń popadał szybko w gniew.
Do 1925 dzięki takim zabiegom, ale i swojej pracy twórczej obudził w ludziach zafascynowanie własną osobą oraz twórczością, bowiem cechował go niepowtarzalny i charakterystyczny styl. Nie mógł się on jednak czuć się pewnie. Jego pozycja awangardzisty została z biegiem czasu zagrożona w wyniku powstania kubizmu, choć i on sam przez pewien czas malował w tej manierze. Najbardziej cenione dzieła Kirchnera powstały przed I wojną światową i w większości przedstawiają życie uliczne w Berlinie. W roku Kirchner miał ponownie uzależnić się od morfiny.
Jego twórczość w czasach narodowego socjalizmu (nazizmu) w oczach władz nie przedstawiała żadnej wartości. W lipcu 1937 roku został wykluczony bezapelacyjnie z Pruskiej Akademii Sztuki. W tym samym miesiącu 639 jego prac zostało usuniętych z niemieckich muzeów, a 32 z nich zaprezentowano na zorganizowanej przez nazistów wystawie zatytułowanej „Sztuka zdegenerowana” (niem. „Entartete Kunst”), mającej na celu zniesławienie artystów tworzących sztukę inną, niż akceptowana przez władze III Rzeszy. W niedługim czasie około 600 jego prac zostało zniszczonych, co spowodowało kolejne załamanie nerwowe artysty. Rok później Kirchner popełnił samobójstwo.

## Dziedzictwo artystyczne
Po 1945 jedynie nieliczne prace Kirchnera były prezentowane w muzeach. Dopiero w setną rocznicę urodzin artysty Stara Galeria Narodowa w Berlinie przygotowała wystawę pod tytułem „Retrospektywa – Ernst Kirchner 1880-1938”. Także Dom Sztuki w Monachium, Muzeum Ludwig w Kolonii oraz Dom Sztuki w Zurychu przygotowały podobne wydarzenia kulturalne. Ważnym miejscem rozpowszechniającym wiedzę o twórczości artysty było i jest muzeum jego imienia w Davos, które otwarto w 1992 roku. Posiada ono bogate zbiory dokumentów oraz dzieł z nim związanych. W Niemczech największą kolekcję prac artysty posiada frankfurckie muzeum Städel. Placówka ta w 2010 zorganizowała wystawę pt. „Ernst Ludwig Kirchner: Retrospektywa”.

## Placówki związane z Kirchnerem i jego twórczością
- Ernst Ludwig Kirchner Archiv in Wichtrach założone w 1979 w Campione d’Italia. Od 1993 znajduje się w Wichtrach pod Bernem. Posiada blisko 30 tysięcy prac (w tym kopie) i dokumentów związanych z życiem i twórczością Kirchnera. Znajduje się tutaj także biblioteka zawierająca publikacje dotyczące artysty, jak i poświęcone ekspresjonizmowi,
- Fundacja Ernsta Ludwiga Kirchnera w Davos stawia za swój cel utrzymanie oraz rozpowszechnianie wiedzy o dziełach Kirchnera, jak i o nim samym. Prowadzi ona muzeum artysty w Davos. Dodatkowo wspiera wystawy, a także publikacje mu poświęcone,
- Muzeum Kirchnera w Davos ufundowane zostało przez Norberta i Rosemarie Kettererów. Jego siedziba zaplanowana została przez duet architektów Gigon-Guyer. W 1992 placówka została otwarta dla zwiedzających. Znajduje się tutaj archiwum z bogatym zbiorem dokumentów związanych z życiem i twórczością artysty, m.in. dokumenty państwowe, manuskrypty i listy,
- Towarzystwo Kirchnera w Davos jest organem współpracującym i wspierającym działalność Fundacji Ernsta Ludwiga Kirchnera. Założone zostało w 1982 w celu finansowego wspierania, kolekcjonowania i ochrony dzieł artysty, a także naukowego opracowania jego spuścizny.

## Galeria

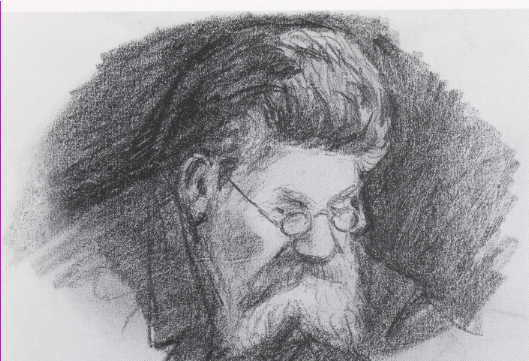
Portret ojca artysty (1901/1902) – szkicownik
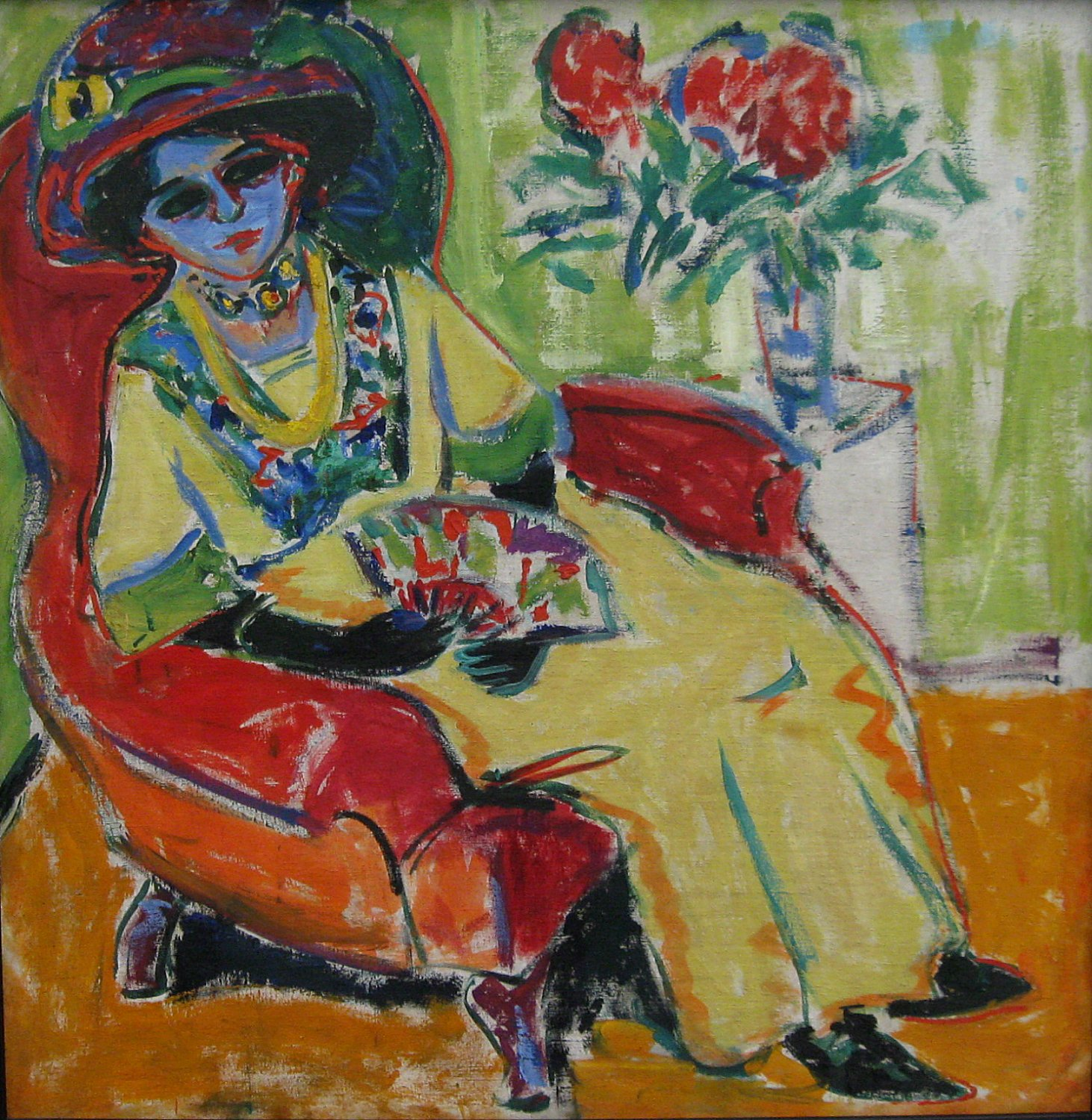
Siedząca kobieta (Dodo) (1907) – Pinothek der Moderne w Monachium
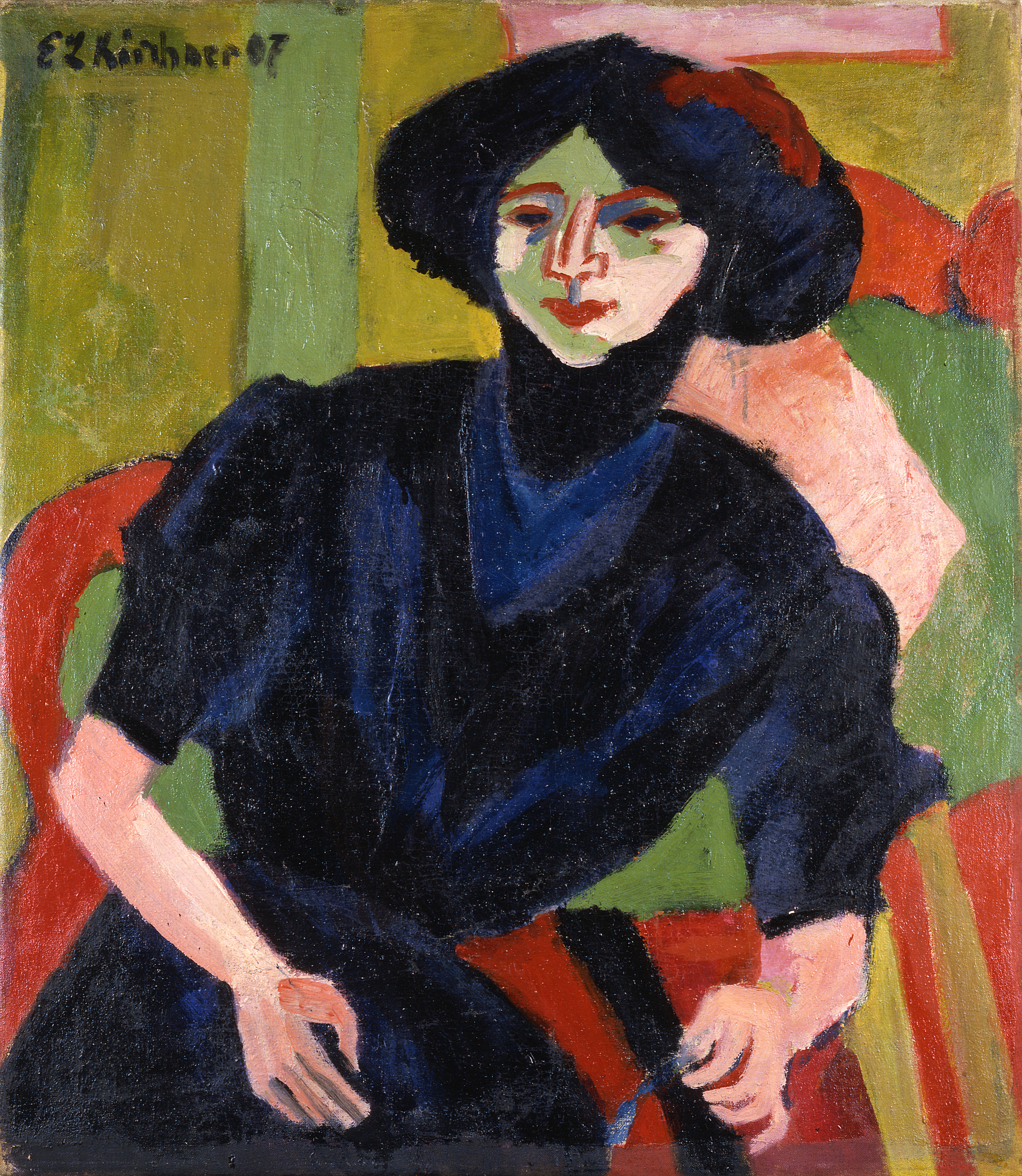
Portret kobiety (1907) – Saint Louis Art Museum
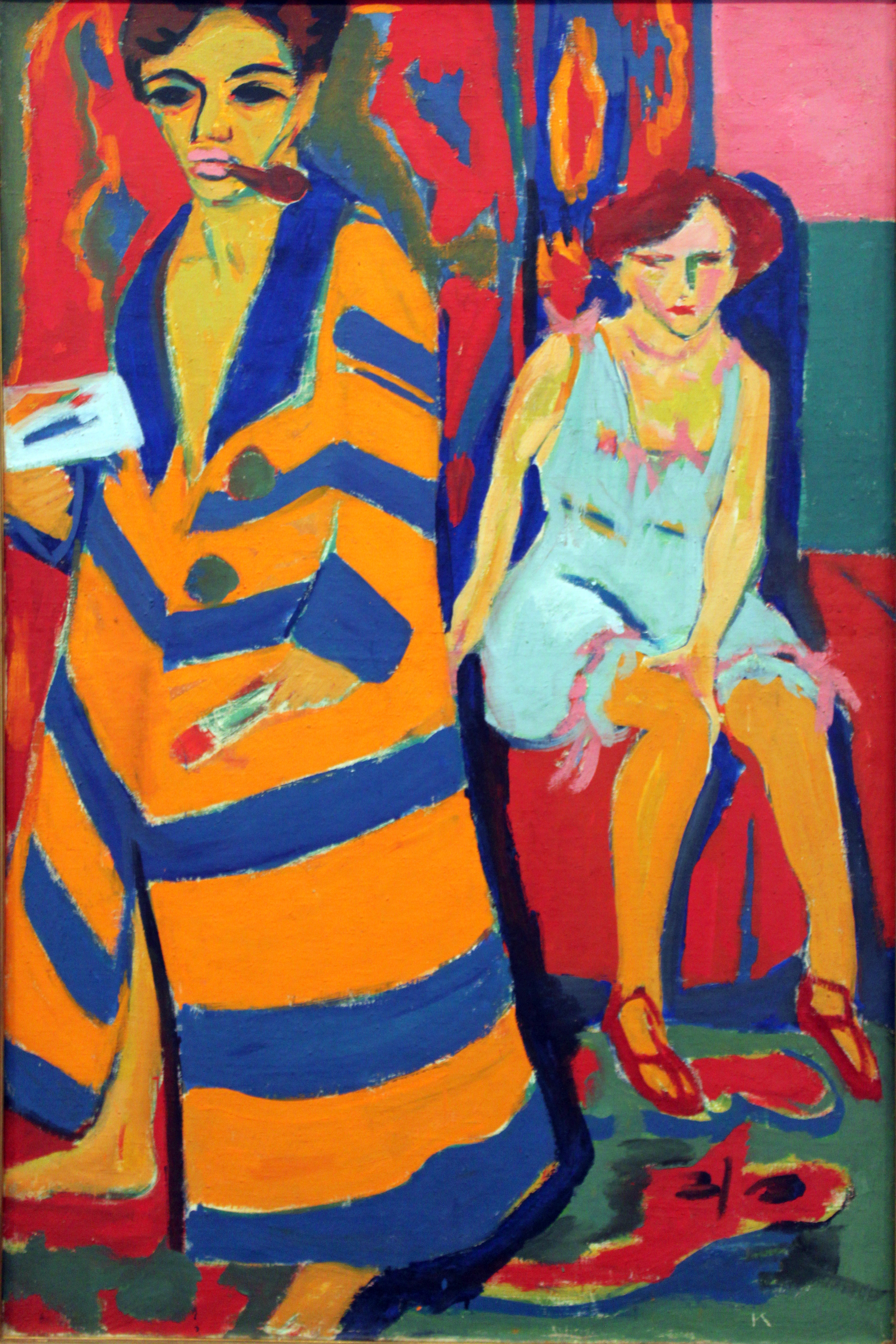
Autoportret z modelem (1910) – Kunsthalle w Hamburgu
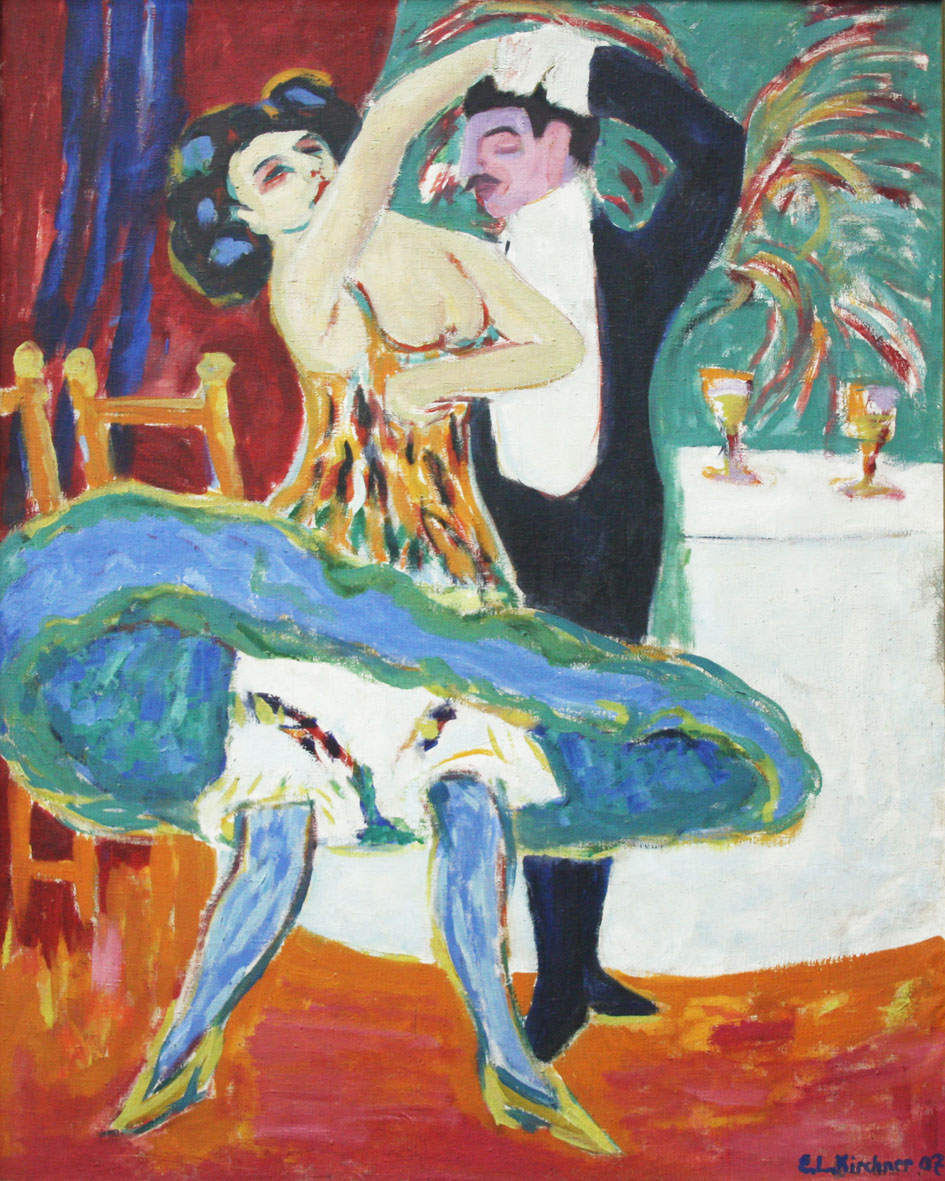
Wariete (Tańcząca para) (1912/1913) – Städel Museum
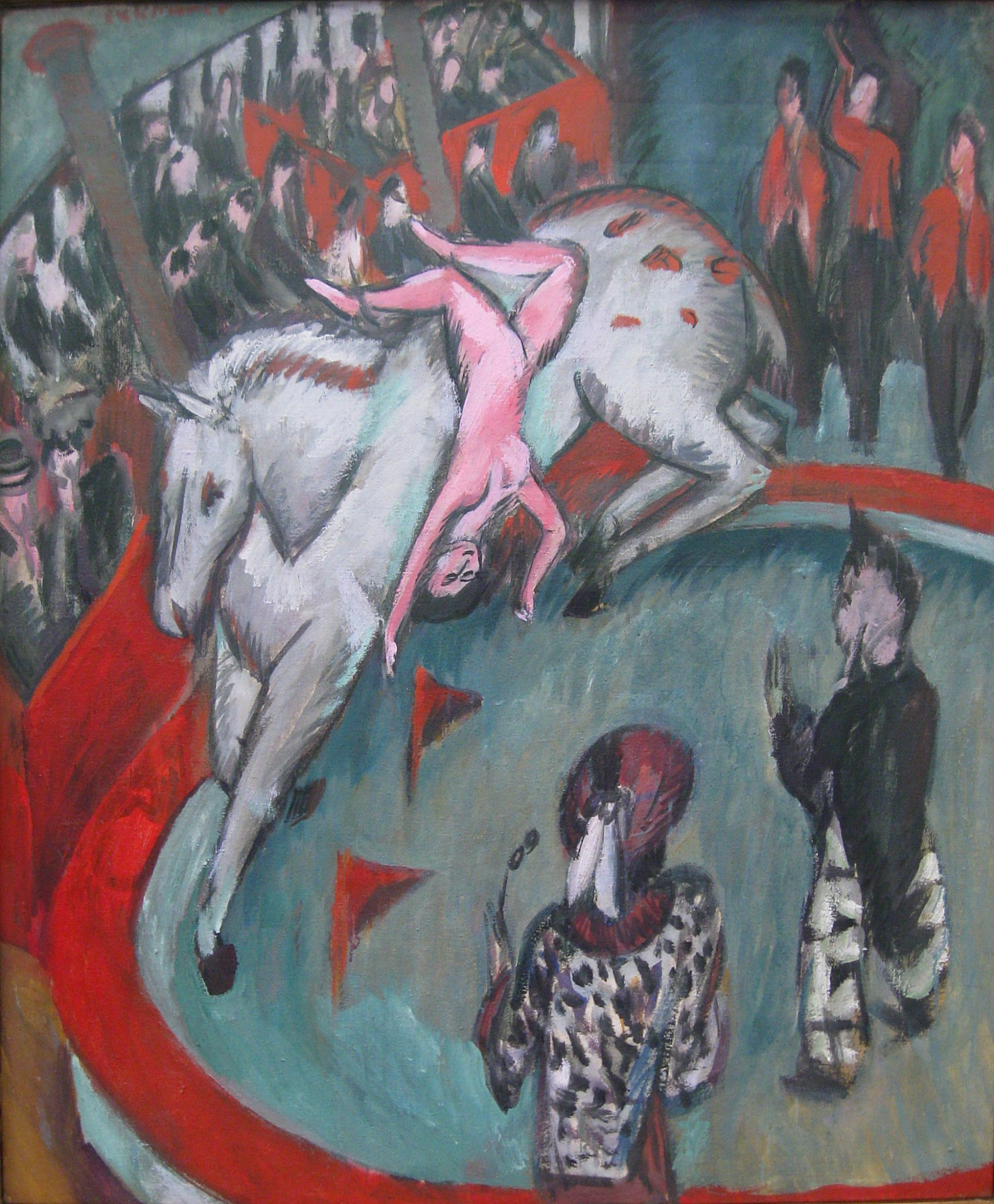
Woltyżerka (1913) – Pinothek der Moderne w Monachium
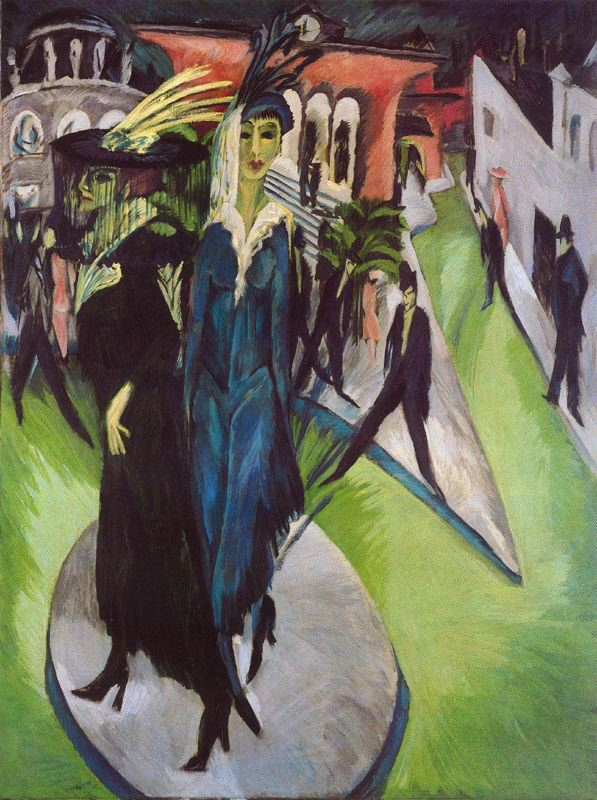
Plac poczdamski (1914) – Neue Nationalgalerie
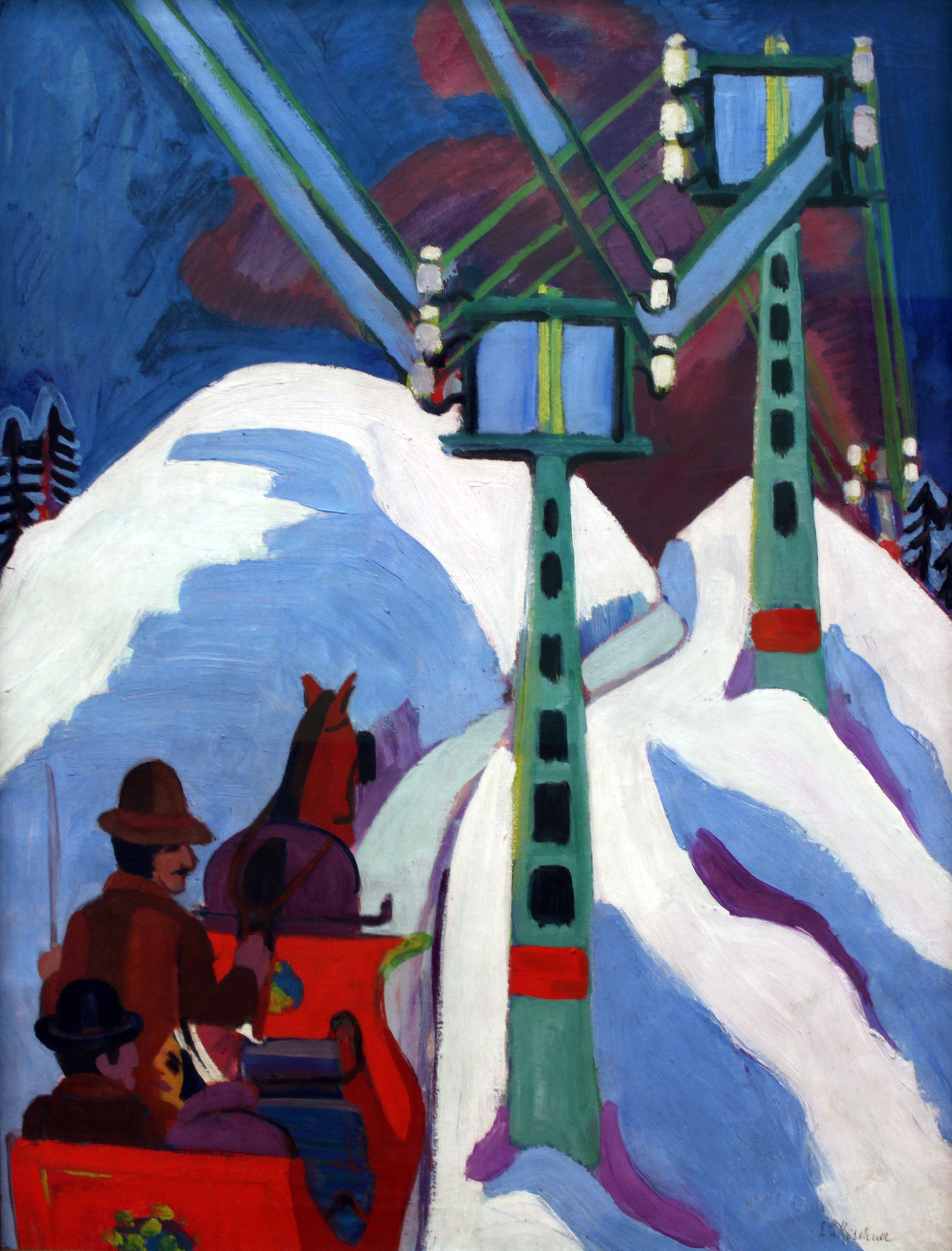
Jazda saniami (1923) – Germanisches Nationalmuseum
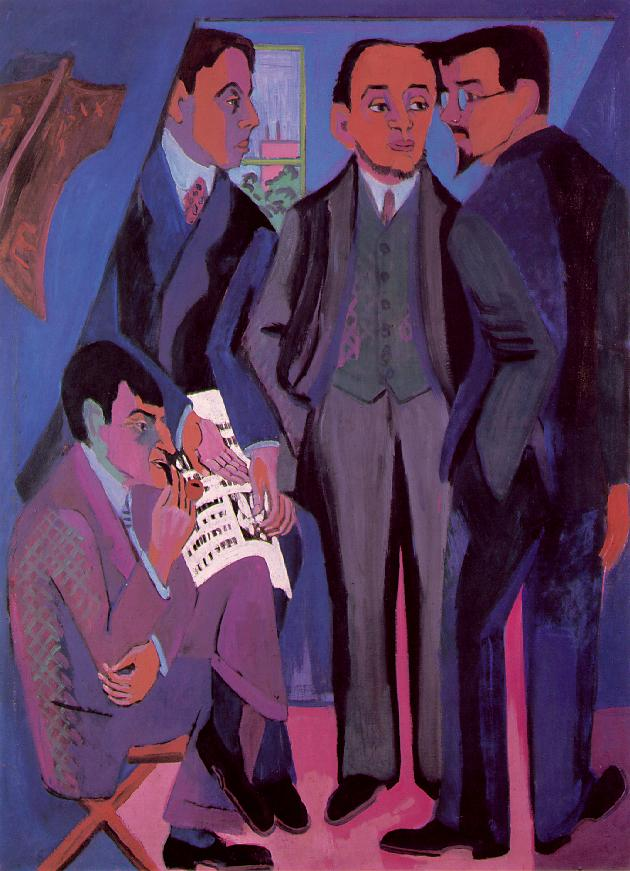
Artyści (1926-1927) – Museum Ludwig
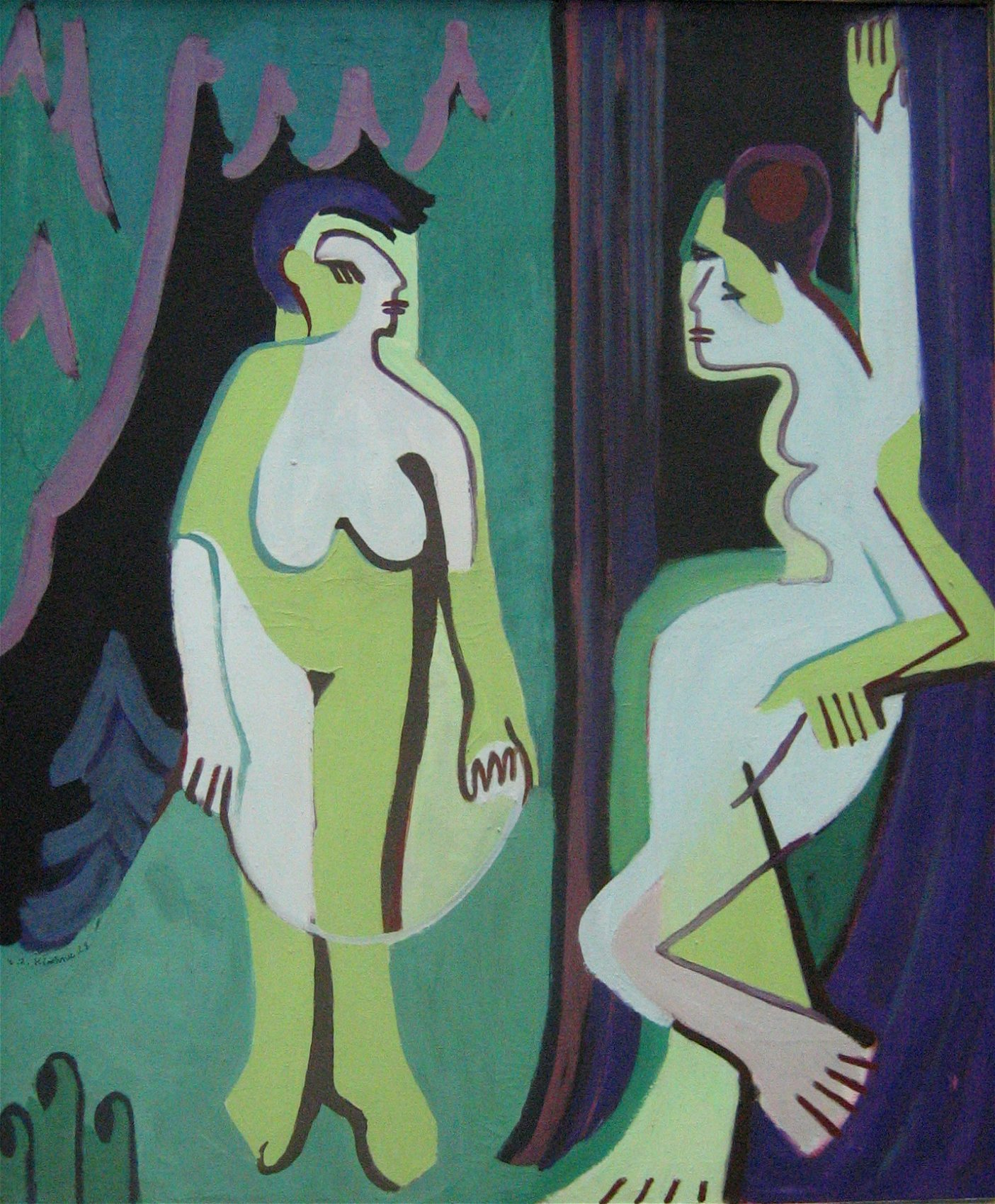
Nagie kobiety na leśnej polanie (1928) – Pinothek der Moderne w Monachium
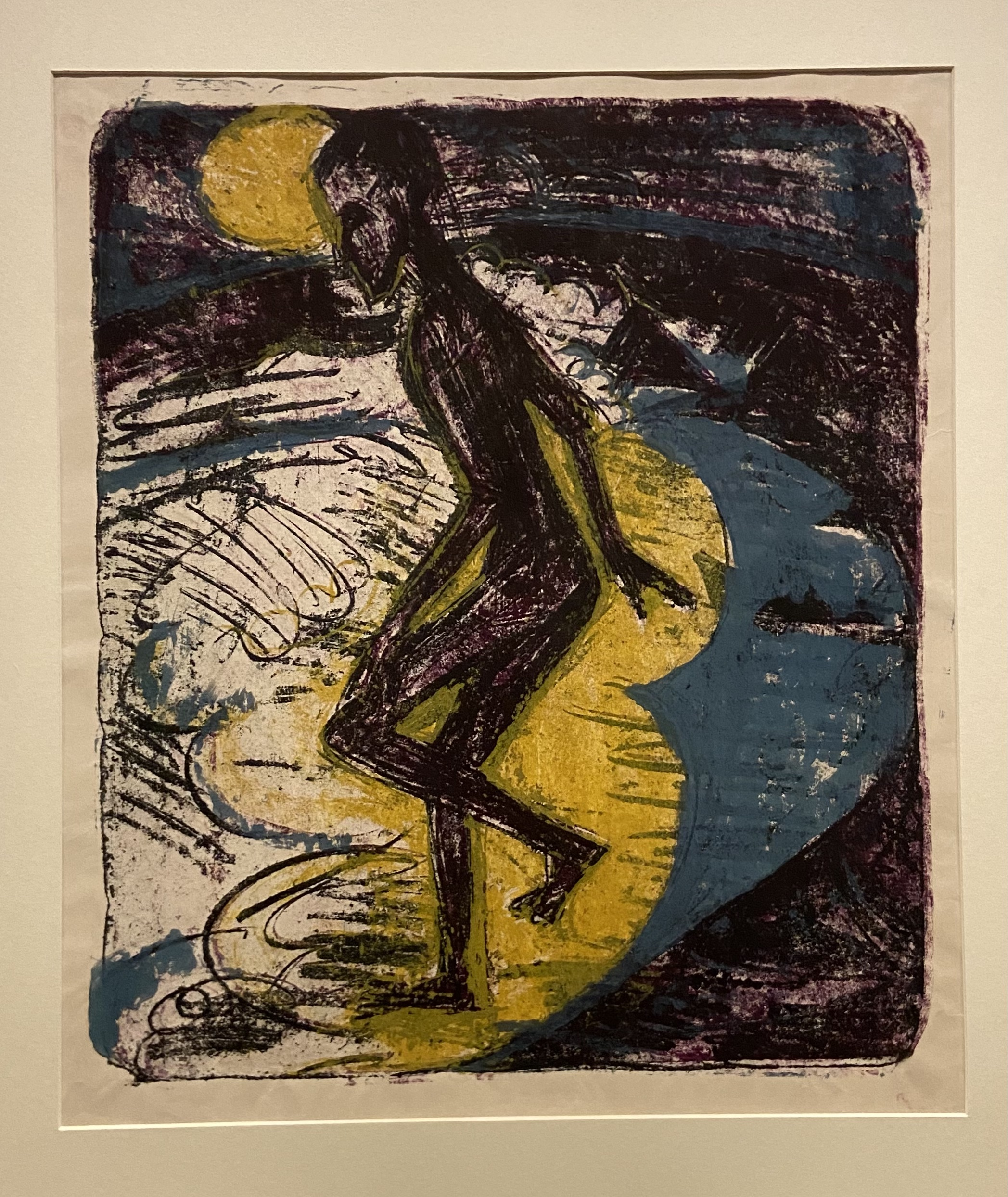
Mężczyzna wchodzący do morza (1913) – własność prywatna
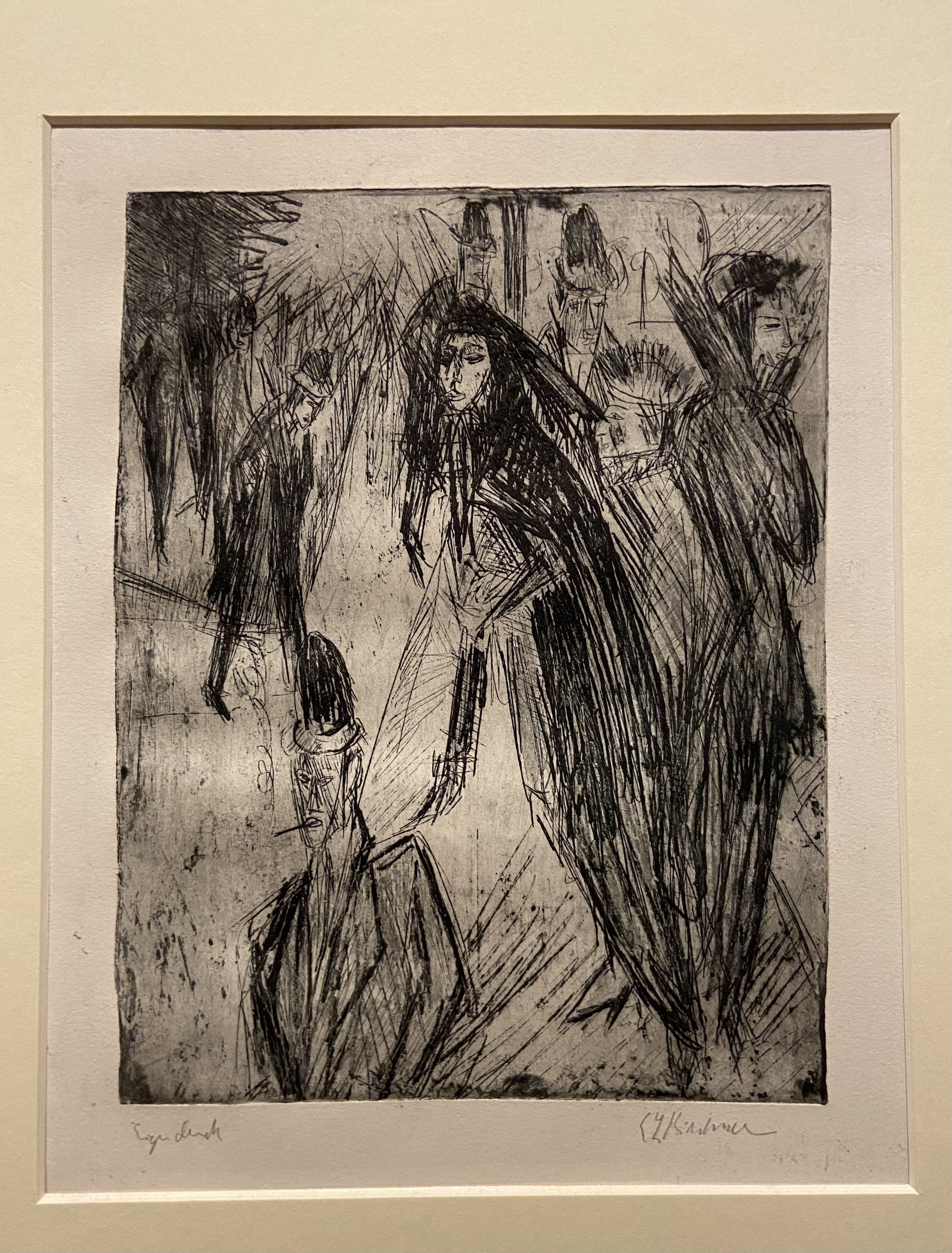
Wdowy wojenne na ulicy (1914) – Kunsthalle w Hamburgu

## Film
- Der doppelte Kirchner. Dokumentarfilm, Deutschland, 2010, 26 Min., reżyseria: Barbara Dickenberger, produkcja: Hessischer Rundfunk, arte, Inhaltsangabe von ARD.